# Tricuspes
Tricuspes es un  género extinto de cinodontes que vivieron en lo que correspondería a  Europa durante el Triásico desde 203.6—199.6 ma, existiendo durante 4 millones de años. Hay tres especies conocidas: Tricuspes tubingensis Huene, en 1933, Tricuspes sigogneauae Hahn et al. 1994 and Tricuspes tapeinodon Godefroit and Battail, en 1997, que son todos del periodo Triásico tardío (Rhaetiense) en la Europa Continental. 

## Lugares de descubrimiento
Se han encontrado dientes de  Tricuspes tubingensis Huene en los siguientes sitios:
- Saint-Nicolas-de-Port[2]
- Medernach[2]
- Baden-Wurtemberg[2]
- Cantón de Schaffhausen[2]

## Dentición
Este género sólo está representado por piezas dentales aisladas encontradas en la Europa Continental. Los dientes postcaninos molariformes son tricúspidos o tetracúspidos y las raíces tienen una incipiente división.